# منتخب بابوا غينيا الجديدة لكرة القدم
منتخب بابو غينيا الجديدة لكرة القدم (بالإنكليزية: Papua New Guinea national football team) وهو المنتخب الوطني في بابوا غينيا الجديدة ويديره اتحاد بابو غينيا الجديدة لكرة القدم . لم يسبق له التأهل إلى بطولة كأس العالم. بيد أنه تأهل خمس مرات إلى كأس أمم أوقيانوسيا في أعوام 1980 و2002 و2012 و2016 و2024.

## وصلات خارجية
- قائمة بيانات المنتخب من الموقع الرسمي للفيفا باللغة العربية